# Consoante fricativa
As fricativas são consoantes produzidas pela passagem do ar através de um canal estreito feito pela colocação de dois articuladores próximos um ao outro. Estes podem ser o lábio inferior contra os dentes superiores, no caso de [f]; a parte posterior da língua contra o palato mole, no caso do [x] alemão, a consoante final de Bach; ou o lado da língua contra os molares, no caso do [ɬ] galês, a consoante inicial de Lloyd.
Este fluxo turbulento de ar é chamado de fricção. Um subgrupo especial das fricativas são as sibilantes. São formadas também através da passagem do ar por um canal estreito, porém, além disso, a língua se curva de maneira a conduzir o ar sobre as pontas dos dentes. No português [s], [z], [ʃ], e [ʒ] são exemplos disto.
Já foi designada pelos termos aspirante e estridente, cujo uso é menos frequente. O primeiro pode ser usado como um sinônimo de "fricativa", ou, como por exemplo nas línguas urálicas, para se referir apenas às fricativas não-sibilantes, enquanto o último pode ser uso como um sinônimo de "sibilante", embora alguns autores incluam também as labiodentais e/ou uvulares nesta categoria.